# Péter Holoda
Péter Holoda (Debrecen, 9 de enero de 1996) es un deportista húngaro que compite en natación y natación con aletas.
Ganó una medalla de bronce en el Campeonato Mundial de Natación de 2017, en la prueba de 4 × 100 m libre. Además, en natación con aletas consiguió una medalla de oro en los Juegos Mundiales de 2022.

## Palmarés internacional
| Campeonato Mundial | Campeonato Mundial | Campeonato Mundial | Campeonato Mundial |
| Año                | Lugar              | Medalla            | Prueba             |
| ------------------ | ------------------ | ------------------ | ------------------ |
| 2017               | Budapest (Hungría) | Medalla de bronce  | 4 × 100 m libre    |